# Drachenschwanz (Schiff, 1928)
Drachenschwanz war der letzte Name eines Fahrgastschiffes mit einer bewegten Geschichte.

## Geschichte
Das Schiff wurde 1928 in Amsterdam gebaut; der erste Eichschein wurde am 30. Juni 1928 vom Schiffsbauamt Duisburg-Ruhrort ausgestellt, am 4. Juli desselben Jahres folgte das Attest. 
Unter seinem ersten Namen Siegfried war das Schiff bei der Kreis-Moerser-Fahrgastschiffahrt auf dem Rhein im Einsatz. 1931 ging es zur Duisburg-Ruhrorter Personenschiffahrt Gebr. Luwen über und 1935 wurde es unter der Nummer 1540 ins Schiffsregister des Amtsgerichtes Duisburg eingetragen. 1936 wurde es an den Main verkauft und fuhr nun für Karl Grasmann aus Stadtprozelten und Josef Fecher aus Aschaffenburg. Ab 1943 lagen die Reedereigeschäfte in Heinrich Grasmanns Hand. 1944 wurde als neuer Heimathafen des Schiffes Aschaffenburg eingetragen. Am 5. Juli 1956 wurde die Siegfried an Hermann Götz aus Wertheim verkauft, der in Heidelberg Fahrgastschifffahrt betrieb. 
Vom Neckar kam das Schiff 1961 nach Berlin zur Reederei Erich und Irmgard Fröhlich und wurde auf den Namen Kehrwieder III umgetauft. Die Kehrwieder III wurde im Auftrag der BVG auf dem Wannsee als Fähre nach Kladow eingesetzt. Das Schiff war allerdings bei den Berliner Fahrgästen nicht beliebt. Despektierlich bezeichneten sie es als „alten Kasten“ u. ä. Am 15. Februar 1963 sank die Kehrwieder III am Anleger in Kladow. Wegen der dicken Eisschicht, die sich um das Schiff herum gebildet hatte, konnte sie erst am 6. April wieder gehoben werden. 
Die Reederei Fröhlich verkaufte die Kehrwieder III noch im selben Jahr, am 27. Juni, an Rudolf Heinrich Krämer in Miltenberg. Das Schiff wurde erneut umgetauft und fuhr nun unter dem Namen Stadt Miltenberg auf dem Main. 
Im November 1975 wurde es an Karl-Heinz Warnecke in Hameln verkauft und ab dem Frühjahr 1976 fuhr es unter seinem vierten Namen, Wappen von Hameln, auf der Weser. Zu diesem Zweck war ein Umbau auf der Werft Büsching & Rosemeyer in Uffeln vorgenommen worden. 
Am 3. August 1989 wurde die Wappen von Hameln auf den Namen Wappen von Emmerthal umgetauft und 1992 kam sie zur Oberweser Dampfschiffahrt (OWD) in Hameln. 
Johannes Heyen von der Heyen Schiffahrt Wiesmoor kaufte das Schiff im September 1998 und transportierte es nach Ostfriesland. Dort fuhr es unter seinem sechsten Namen Wappen von Wiesmoor auf den Kanälen in der Gegend von Wiesmoor. Schon 1999 wurde es aber erneut zum Verkauf ausgeschrieben. Per Tieflader wurde es von Aken an der Elbe zum Hohenwarte-Stausee in Thüringen transportiert, nachdem es von Ostfriesland auf dem Wasserweg von A.Herrgesell und Sebastian Herrgesell nach Aken a.d.Elbe  überführt wurde.  
Ab dem 12. Juli 2002 fuhr das Schiff unter dem Namen Drachenschwanz für die Personenschifffahrt Linkenmühle in Gössitz. Die letzte Fahrt als Fahrgastschiff absolvierte es am 31. Oktober 2010. Im März 2011 wurde die Drachenschwanz an Tobias Rameder verkauft. Dieser verschrottete das Schiff.  Der Schottelantrieb des Schiffes wurde 2012 zum Verkauf angeboten.